# Punktesystem (Einwanderung)
Ein Punktesystem ist in der Einwanderungspolitik ein in nationalen Gesetzen und Regelungen festgelegtes System, demzufolge Ausländer nach bestimmten vorgegebenen Kriterien eine vorgegebene Punktezahl erreichen müssen, um bestimmtes Visum zu erhalten. Derartige Punktesysteme sollen eine bedarfsorientierte Steuerung der Einwanderung ermöglichen.
Das kanadische und das australische Punktesystem werden in anderen Staaten vielfach als Beispiele für die Steuerung der Einwanderungspolitik genannt.

## Einzelne Staaten

### Australien
In Australien muss seit 1989 für die Gewährung bestimmter Arbeitsvisa ein Punktetest abgelegt werden. Das Punktesystem wurde zum 1. Juli 2012 geändert.

### Dänemark
In Dänemark ein Punktesystem für Familienzusammenführungen, bis 2011 das schrittweise verschärft worden war und später abgeschafft wurde.

### Deutschland
In einem Bericht, der im Zuge der Vorbereitung des Zuwanderungsgesetzes im Jahr 2001 vorgelegt wurde, empfahl die Süssmuth-Kommission ein Punktesystem nach kanadischem Vorbild. Es wurde aber letztendlich kein Punktesystem in das Gesetz aufgenommen.
Im Juli 2006 empfahlen anlässlich des Deutschen Integrationsgipfels der Interkulturelle Rat in Deutschland und Pro Asyl „das Zuwanderungsgesetz um ein Punktesystem zu ergänzen, das die Qualifikationen und Integrationschancen potentieller Einwanderer bewertet und Einwanderung arbeitsmarktunabhängig und zukunftsorientiert steuert“.
Ab Oktober 2016 führten das Bundesministerium für Arbeit und Soziales und die Bundesagentur für Arbeit ein dreijähriges Pilotprojekt durch – das „Punktebasiertes Modellprojekt für ausländische Fachkräfte“ (PuMa). Allerdings wurden seit Projektbeginn auf dieser Basis lediglich fünfzehn Aufenthaltstitel erteilt (Stand: Oktober 2018).
Im November 2016 präsentierte die SPD einen neuen Gesetzesentwurf für ein Einwanderungsgesetz auf Basis eines Punktesystems. CDU-Politiker äußerten hierzu, es sei derzeit falsches Signal, durch ein Einwanderungsgesetz den Eindruck zu wecken, man bräuchte mehr Zuwanderung. (Siehe hierzu auch: Artikel „Flüchtlingskrise in Deutschland ab 2015“, Abschnitt „Steuerung der Zuwanderung?“; zu weiteren Entwicklungen siehe die „Migrationspakete“ von 2019 und 2022.) Am 23. Juni 2023 beschloss der Bundestag eine Reform des Fachkräfteeinwanderungsgesetzes, die unter anderem eine „Chancenkarte“ auf Basis eines Punktesystems einführte. Mit Wirkung zum 1. Juni 2024 gilt die „Chancenkarte“ (§ 20a AufenthG) mit einem Punktsystem (§ 20b AufenthG).

### Kanada
Kanada war das erste Land, das ein Punktesystem für Einwanderer einführte. Es wurde 1967 eingeführt und seitdem weiterentwickelt.
Um heute ein Facharbeiter-Visum für Kanada zu erhalten, ist es erforderlich, einen sogenannten „Mangelberuf“ auszuüben und einen Punktetest abzulegen.

### Österreich
Die Rot-Weiß-Rot-Karte regelt die Zuwanderung qualifizierter Drittstaatsangehöriger nach Österreich nach einem kriteriengeleiteten Modell. Es werden Punkte für Ausbildung, Berufserfahrung, Alter und Sprachkenntnisse vergeben. Die Kriterien unterscheiden sich für besonders Hochqualifizierte, für Fachkräfte in Mangelberufen, für sonstige Schlüsselkräfte und für Start-up-Gründer.

### Vereinigtes Königreich
Im Vereinigten Königreich wurde 2008 zum ersten Mal ein Punktesystem für die Einwanderung eingeführt. Es galt nur für Nicht-EU-Bürger. Nach dem Brexit kündigte Premierminister Boris Johnson im Februar 2020 die Einführung eines Punktesystems für qualifizierte Arbeitskräfte an. Das Punktesystem trat Anfang 2021 in Kraft und gilt auch für Bürger der EU. Demnach sind 70 Punkte für die Einwanderung erforderlich, verpflichtend sind ein Arbeitsangebot (20 Punkte), eine qualifizierte Tätigkeit (20 Punkte) und Englischkenntnisse (10 Punkte). Hinzu können kommen: ein ausreichend hohes Gehalt (10 oder 20 Punkte), einen Mangelberuf (20 Punkte) oder eine Promotion (10 oder 20 Punkte).

### Vereinigte Staaten
In den Vereinigten Staaten unter der Regierung des Präsidenten Donald Trump hat man vor, die legale Einwanderung zu begrenzen. Der 2017 vorgeschlagene RAISE Act sieht vor, bestehende Regelungen wie die Green Card-Lotterie und die familienbasierte Einwanderung durch ein Punktesystem zu ersetzen.